# VfL 볼프스부르크 (여자)
페어라인 퓌어 라이베스위붕엔 볼프스부르크(독일어: Verein für Leibesübungen Wolfsburg) 또는 VfL 볼프스부르크(VfL Wolfsburg)의 여성팀은 니더작센주 볼프스부르크를 연고로 하는 독일의 여자 축구 클럽이다. 2003년에 VfL 볼프스부르크 산하 여자 축구 클럽으로 설립되었으며, 현재 독일의 최상위 여자 축구 리그인 프라우엔-분데스리가에 소속되어 있다.

## 역사
볼프스부르크 여자팀의 전신인 VfR 아인트라흐트 볼프스부르크는 1973년에 창단했다. 그 팀은 분데스리가의 창립 멤버로 2003년에 VfL 볼프스부르크 산하의 여자 축구팀으로 흡수되었다.
첫 시즌이었던 2003–04 시즌은 8위를 기록했지만 다음 시즌에 12위로 2부 리그로 강등되었지만 그 다음해인 2005-06 시즌에 다시 승격하였다. 이후 2009–10 시즌에 5위를 기록했고, 계속해서 리그 우승을 다툴 정도로 성적을 끌어올려서 2011–12 시즌에는 준우승까지 달성했다.
2012-13 시즌은 볼프스부르크 구단에게 매우 역사적인 시즌으로 분데스리가에서 리그 첫 우승을 달성했다. 리그가 끝나고 2013년 5월 19일에 쾰른의 라인에네르기슈타디온에서 열린 DFB-포칼 결승전에서 승리하며 우승을 기록했다. 일주일 뒤에 열린 UEFA 여자 챔피언스리그마저도 우승했다. 이로써 볼프스부르크는 세개의 국내•외 대회에서 모두 첫 우승을 달성하며 1. FFC 프랑크푸르트에 이어 두번째로 트레블을 달성한 여자 축구팀이 되었다. 또한 이 기록은 같은 시즌에 남자 축구에서 바이에른 뮌헨이 트레블을 달성하며 같은 해에 같은 국가에서 남•여 프로 축구팀이 모두 트레블을 달성한 첫 기록이 되었다.
다음 시즌에는 또 다시 챔피언스리그에서 우승하며 2연패를 달성했고 계속해서 결승 무대까지 올라갔다. 리그에서는 2016-17 시즌부터 2019-20 시즌까지 리그 4연패를 기록했으며 포칼 컵대회에서는 2014-15 시즌부터 7연속 우승을 기록하고 있다.

## 성적

### 국내 대회
- 프라우엔-분데스리가:
  - 우승: 2012–13, 2013–14, 2016–17, 2017–18, 2018–19, 2019–20, 2021-22
- DFB-포칼:
  - 우승: 2012–13, 2014–15, 2015–16, 2016–17, 2017–18, 2018–19, 2019–20, 2020–21

### 국제 대회
- UEFA 여자 챔피언스리그:
  - 우승: 2012–13, 2013–14
  - 준우승: 2015–16, 2017–18, 2019–20

### 초청 대회
- 레이디스 퍼스트 컵:
  - 우승: 2013

### 수상
- IFFHS 선정 올해의 여자팀:
  - 수상: 2013, 2014[5]

## 역대 감독
| 감독          | 임기   |
| ------------- | ------ |
| 랄프 켈레르만 | 2008 ~ |